# Église San Silvestro
L'église San Silvestro (Saint Sylvestre) est une église catholique du sestiere de San Polo à Venise, en Italie.
Elle fut durant le Moyen Âge, de 1105 à 1457, le siège du Patriarche de Grado.

## Historique
Fondée au IXe siècle, l'église est devenue en 1105 le siège du patriarche de Grado, dont le palais était attenant. Elle resta attachée à ce diocèse jusqu'à l'abolition du titre en 1451, lorsque toutes les églises vénitiennes furent transférées au nouveau Patriarche de Venise (à l'exception de la basilique Saint-Marc et de ses dépendances, qui a continué à constituer un diocèse distinct jusqu'en 1807).
L'église étant en très mauvais état au XIXe siècle, elle a été presque entièrement reconstruite entre 1837 et 1843 par les architectes Sebastiano Santi et Giovanni Battista Meduna.
Le bâtiment initial avait une façade tournée vers le grand canal, avec le comblement du Rio San Silvestro, l’accès étant facilité, la façade et l’agencement du bâtiment ont été inversés.
Sur le flanc droit de l’église et communiquant directement avec elle le bâtiment de la Scuola della Santa Croce.

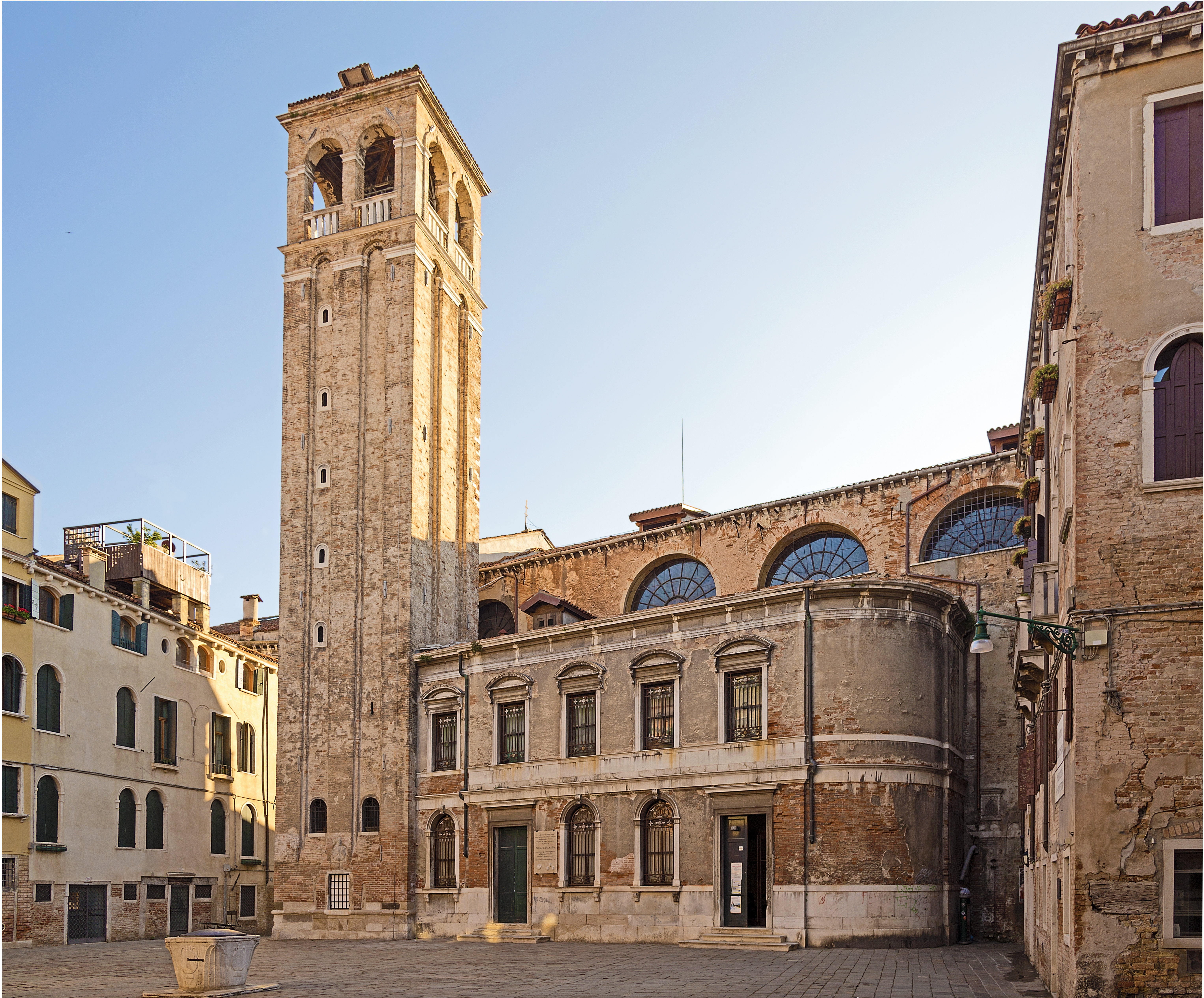
L'église San Silvestro vue du campo homonyme
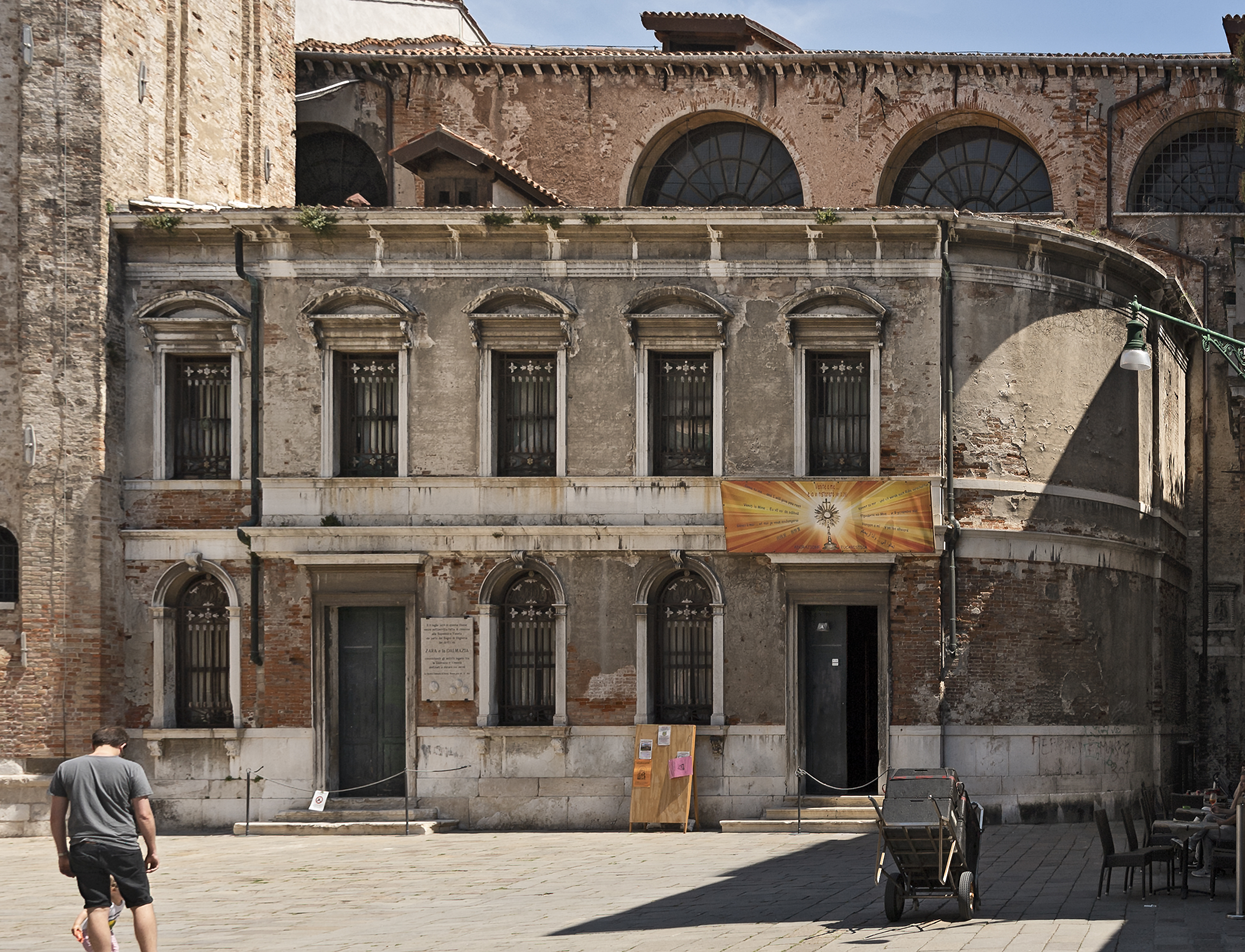
Scuola della Santa Croce

## L'intérieur

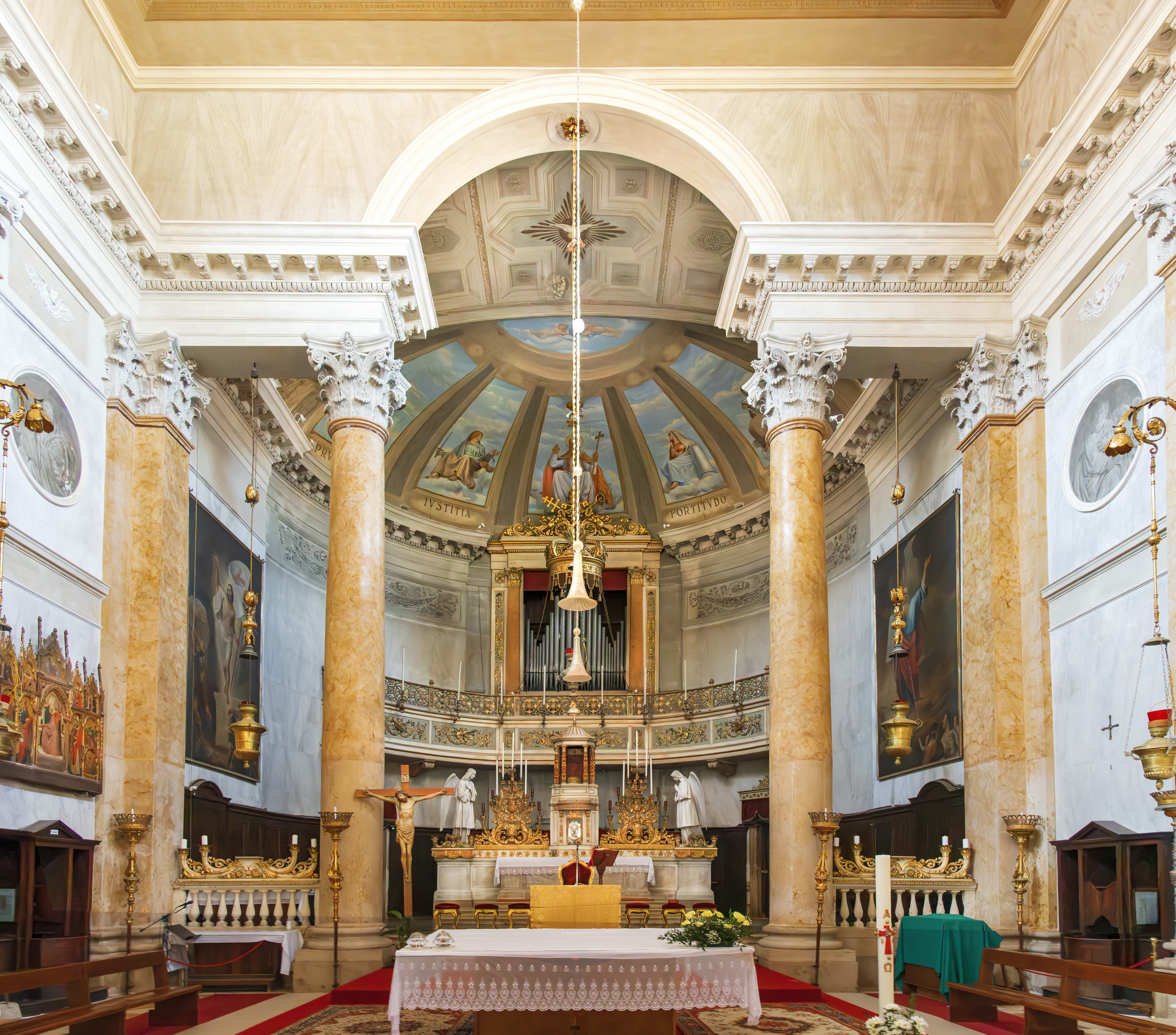
Le Chœur
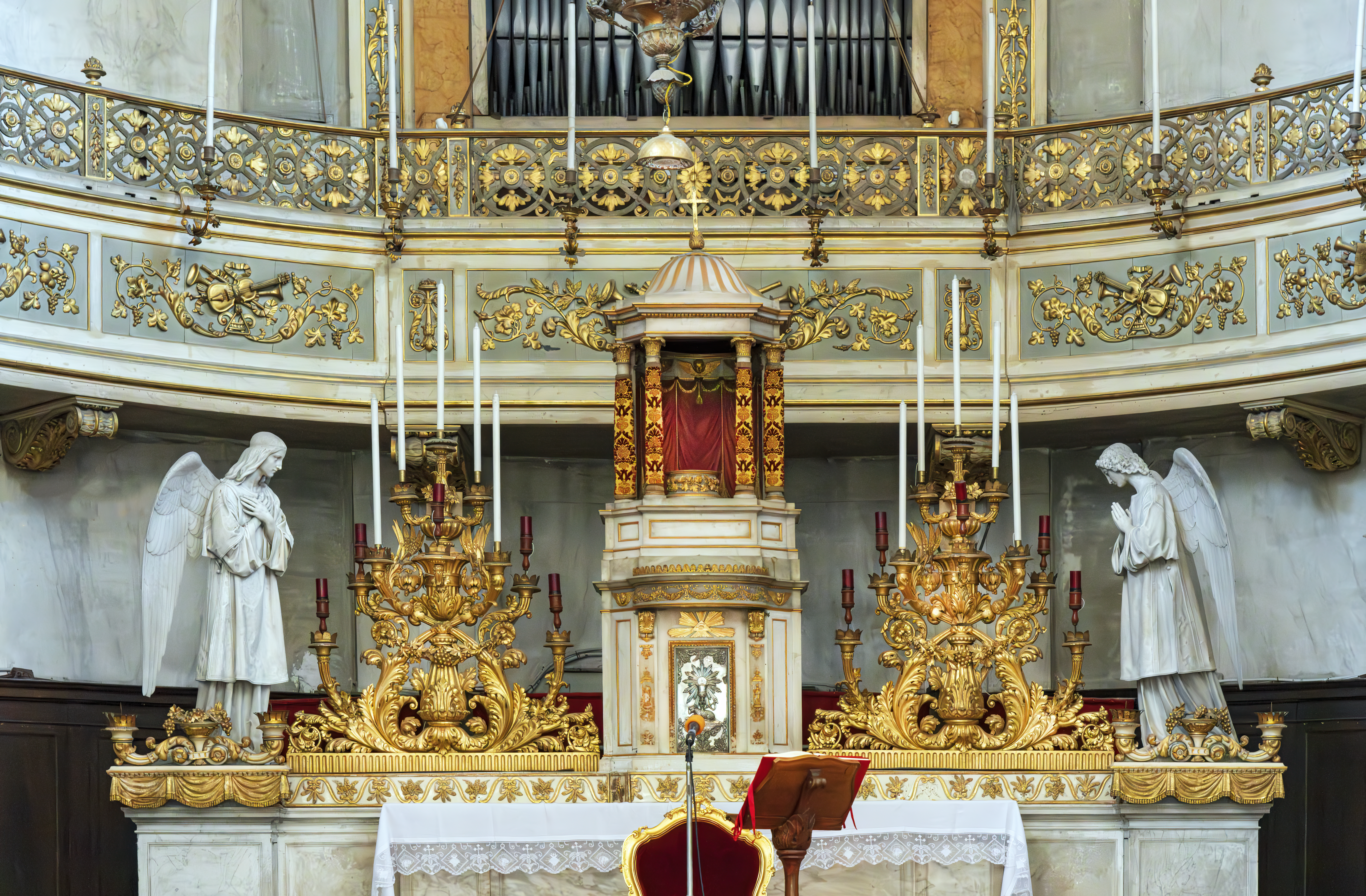
Le maître autel avec deux anges de Giovanni Ferrari
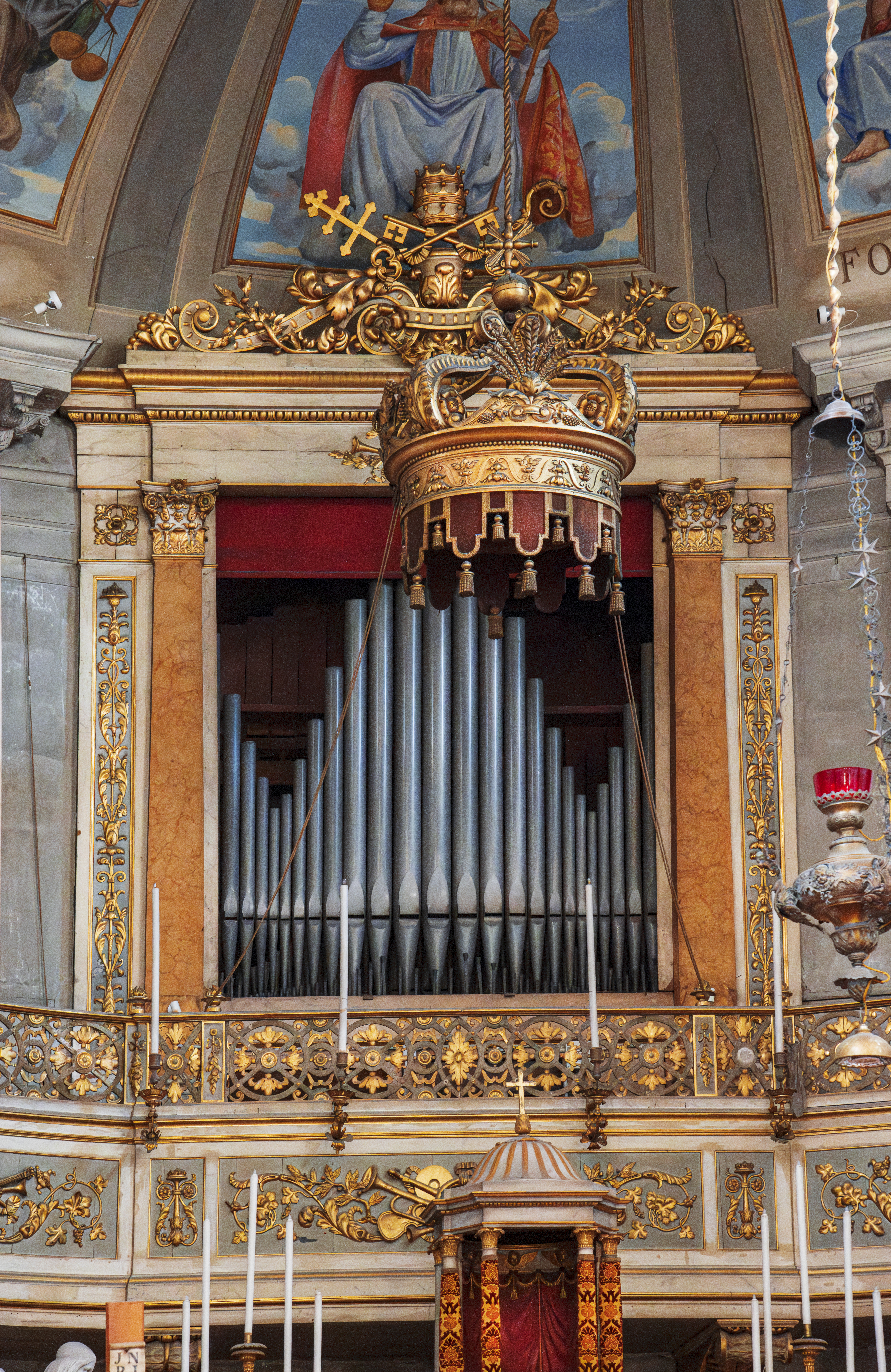
L'orgue du XVIe
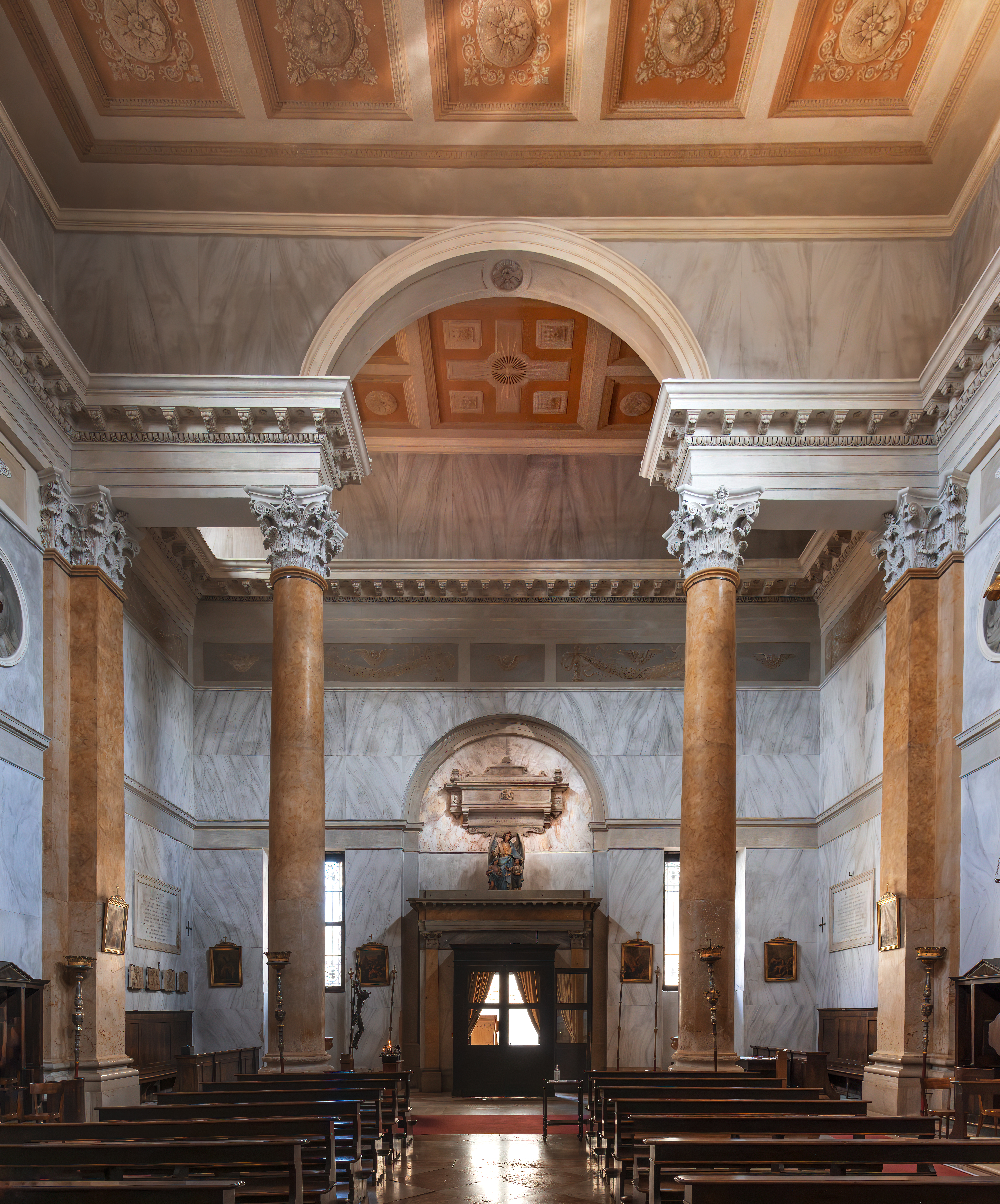
La contre-façade
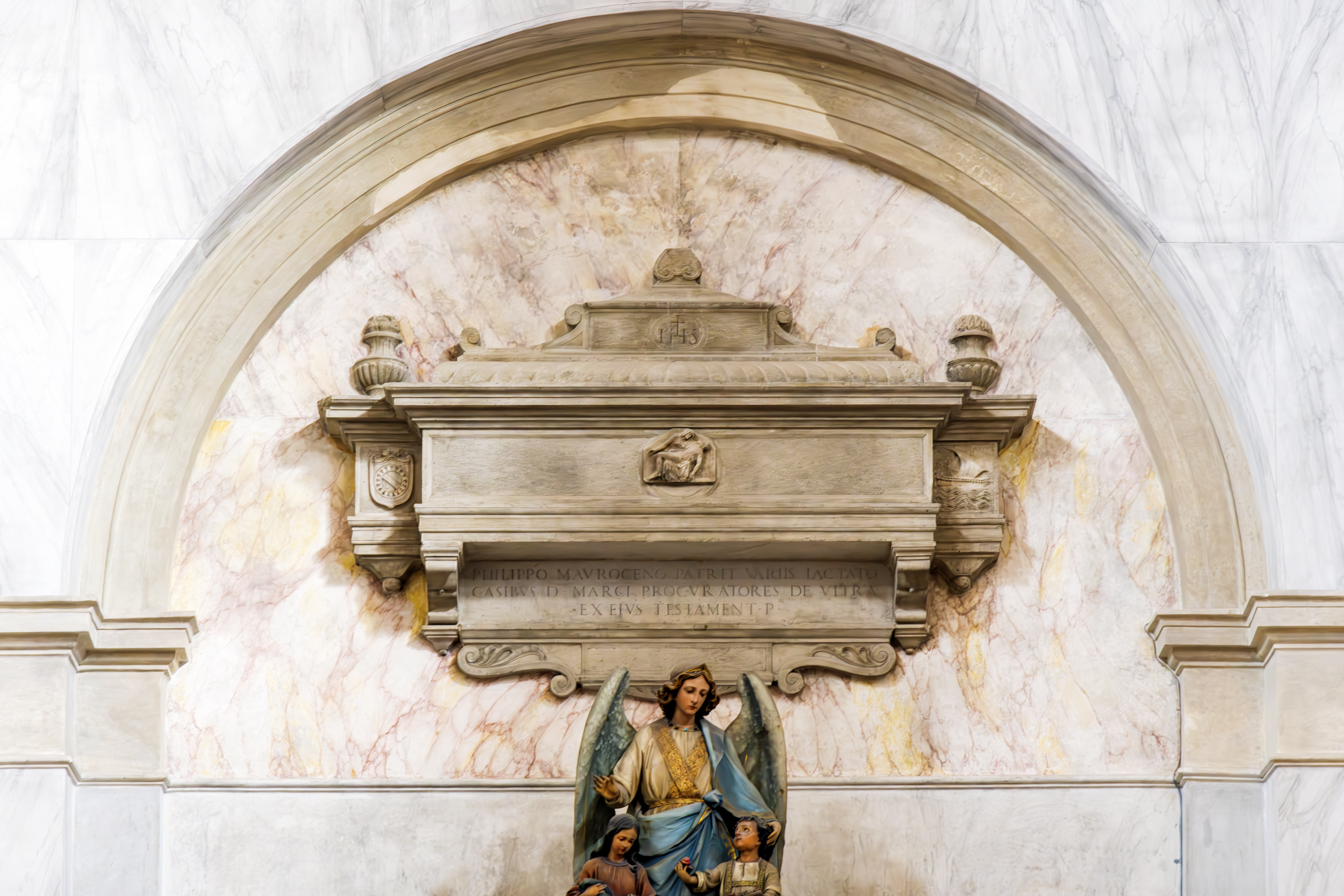
Tombe de Philippo Mauroceno
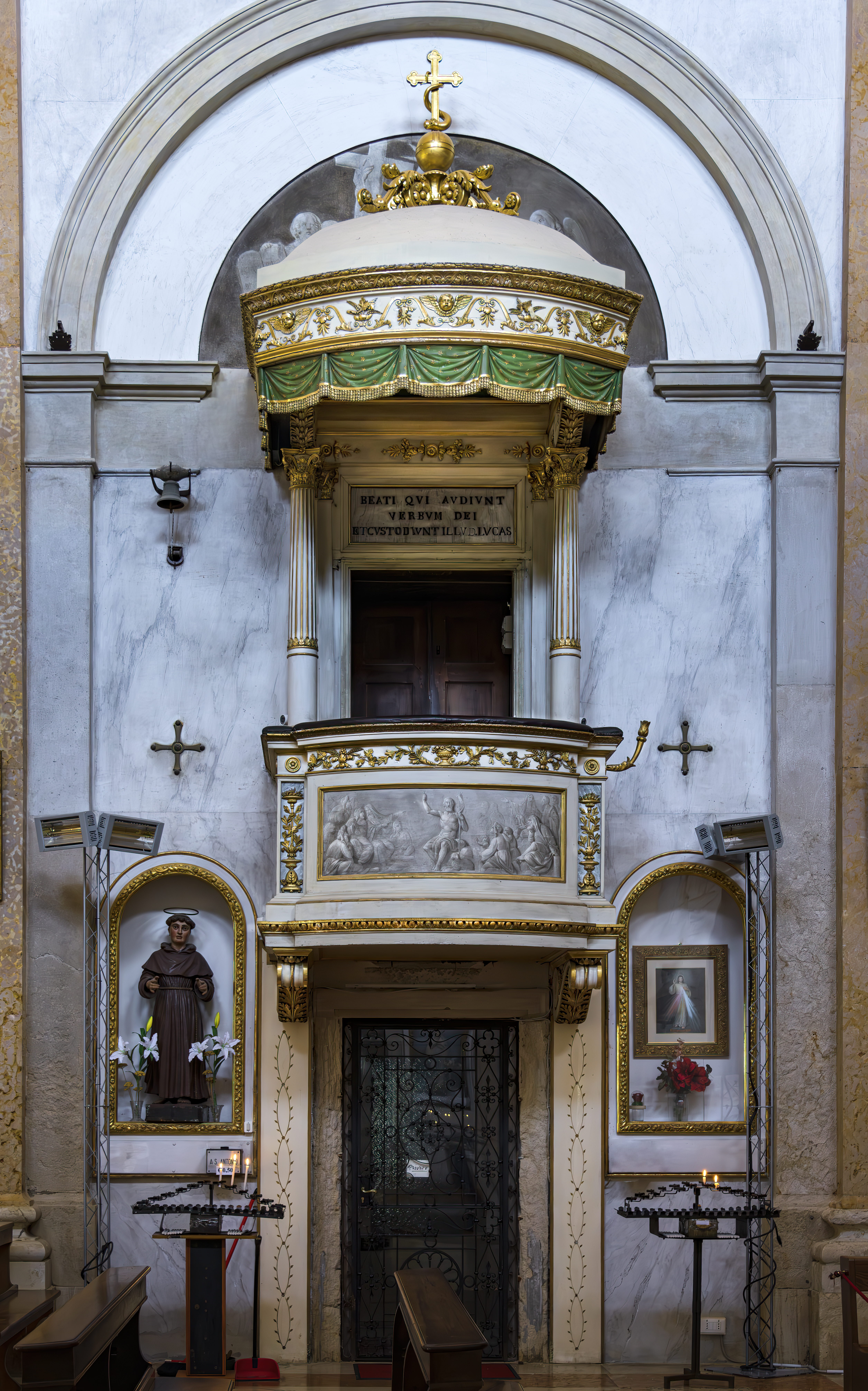
La chaire

- La Sainte Famille et le Père éternel (385 × 188 cm), réalisée en 1681 par Johann Karl Loth, artiste allemand qui avait un important atelier à Venise. Cette œuvre avait été commandée par la confrérie de San Giuseppe pour la fête de son saint patron le 18 mars[2].
- Saint Thomas Becket par Girolamo da Santa Croce
- Le batême de Constantin Œuvre du XIXe
- Le batême du Christ par Le Tintotet

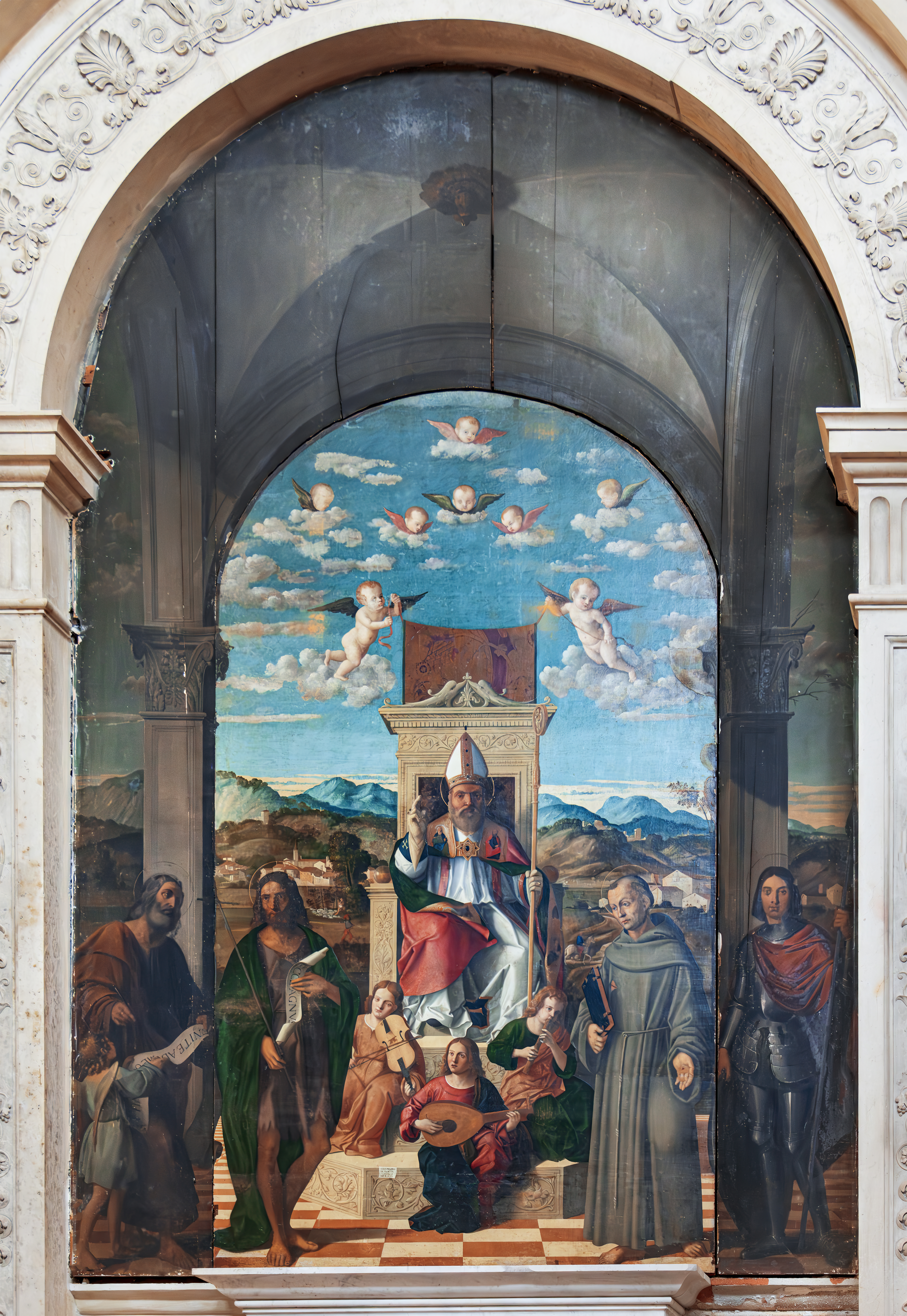
Saint Thomas Becket par Girolamo da Santa Croce
Le batême de Constantin
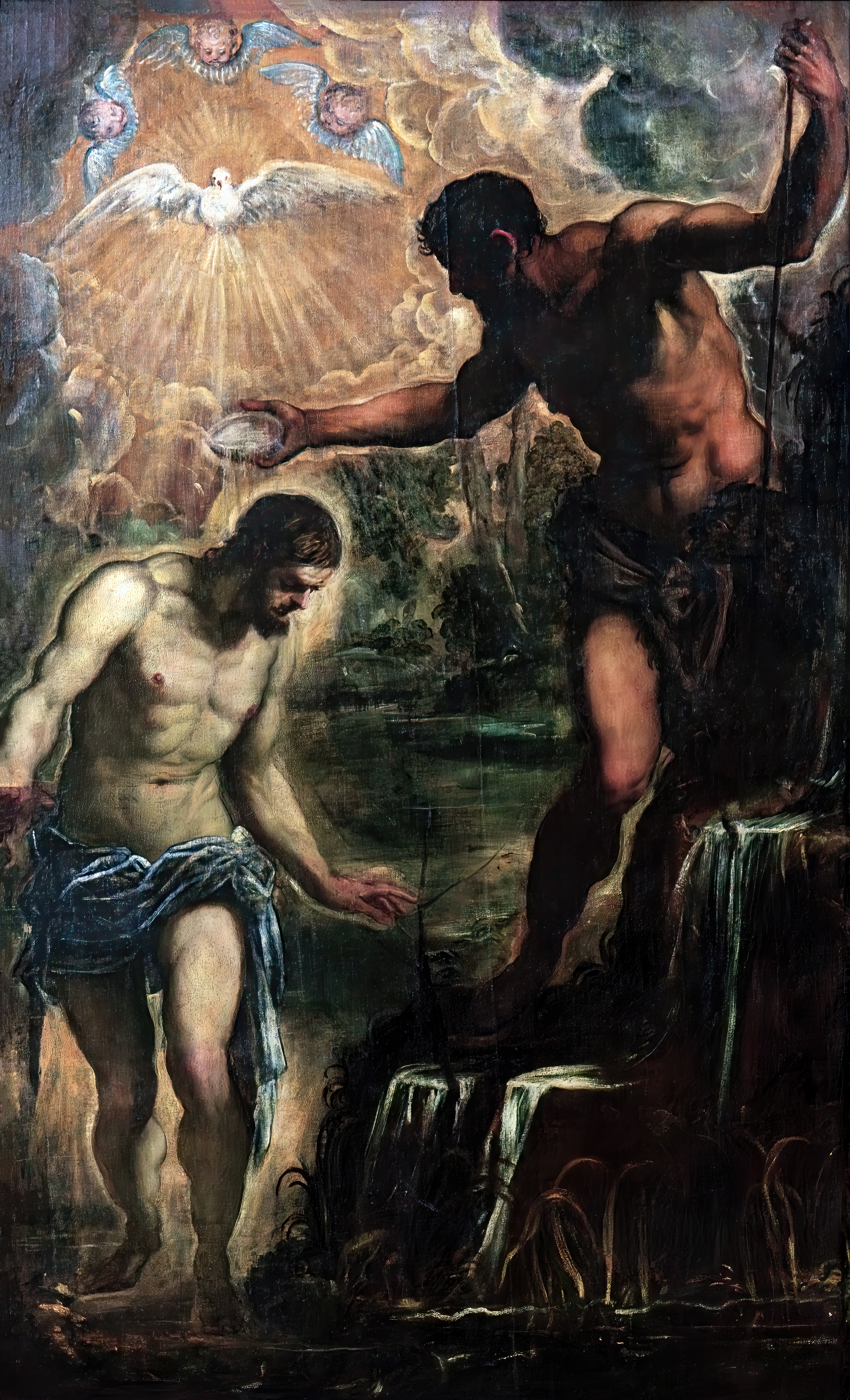
Le batême du Christ par Le Tintotet